# Lotus 79
Der Lotus 79 (Mark IV) war ein Formel-1-Rennwagen des britischen Rennstalls Lotus, der in der Automobil-Weltmeisterschaft 1978 und 1979 eingesetzt wurde. Mit dem Lotus 79 gewann Mario Andretti 1978 die Formel-1-Weltmeisterschaft und Lotus den Konstrukteurspokal.

## Technische Daten
Der Lotus 79 war das dominierende Formel-1-Fahrzeug der Saison 1978. Er war eine Weiterentwicklung des Lotus 78. Konstruiert wurde der 79 von dem Team, das schon beim Lotus 78 federführend gearbeitet hatte. Ralph Bellamy und Martin Ogilvie waren für das Chassis verantwortlich, Peter Wright verfeinerte und verbesserte die Bodeneffekt-Eigenschaften des Wagens. Die Seitenteile enthielten je einen Kühler. Im linken Teil wurde der Wasserkühler integriert, der rechte nahm den Ölkühler auf. Anders als beim Lotus 78 wurde der 178 Liter fassende Treibstofftank zentral zwischen Cockpit und Motor eingebaut.
Versuche mit einem Getriebe, das einen Freilauf hatte, wurden wieder aufgegeben und das Team griff für die Rennausführung auf ein Hewland-FG-400-Getriebe zurück. Angetrieben wurde der Lotus 79 von einem Ford-Cosworth DFV. Der wassergekühlte, nicht aufgeladene Achtzylinder-V-Motor mit 90° Bankwinkel und einem Hubraum von 2993 cm³ leistete rund 470 PS (345 kW) bei einer Drehzahl von etwa 10.700/min.
Das Monocoque des Fahrzeugs war aus Aluminium in Sandwichbauweise mit Wabenkern gefertigt; in Cockpithöhe waren die Seitenwände verstärkt. Spanten sorgten für zusätzliche Steifigkeit des Chassis. Seitenkästen und Motorabdeckung waren aus dem gleichen Material. Neu war außerdem, dass die Pedalerie vor der Vorderachse lag.
Die Räder des Fahrzeugs wurden von Speedline bezogen und trugen Goodyear-Reifen in den Größen 10 × 13 Zoll vorn und 18,5 × 13 Zoll hinten. Der Lotus 79 wurde zum Vorbild für andere Konstrukteure. Zahlreiche Teams kopierten die Idee. Tyrrell verschaffte sich die Baupläne des 79 über einen japanischen Hersteller von Modellautos. Héctor Rebaque kaufte Ende 1978 das erste Exemplar des Lotus 79 und ließ sich von Penske Racing eine originalgetreue Kopie des Autos bauen, die er 1979 mit seinem Team Rebaque unter der Bezeichnung Rebaque HR 100 an den Start brachte.
Hauptkomponenten des Armaturenbretts. Zum Identifizieren der einzelnen Bauteile diese mit dem Mauszeiger überfahren.

## Sponsor
Hauptsponsor war in der Saison 1978 die zur R. J. Reynolds Tobacco Company gehörende Zigarettenmarke John Player, weshalb das Fahrzeug in Schwarz mit goldenen Applikationen gehalten war. Weiterer Sponsor war der japanische Optikhersteller Olympus, dessen Schriftzug die Seitenkästen bedeckte.
Zur Saison 1979 wurde der italienische Getränkehersteller Martini & Rossi Hauptsponsor des Teams, und die Fahrzeuge erschienen in Dunkelgrün mit einer blauen Banderole für den Sponsorenschriftzug. Die goldenen Applikationen aus dem Vorjahr blieben aber erhalten. Ein weiterer Sponsor 1979 war der Schweizer Uhrenhersteller Tissot, der anders als zuvor Olympus aber lediglich auf dem Heckspoiler und auf der Fahrzeugfront warb. In einigen Rennen warb zusätzlich das monegassische Ölhandelsunternehmen Essex auf den Seitenkästen.

## Historie und Bilanz

### Einzelresultate
Vom Lotus 79 wurden fünf Chassis gebaut, deren ersten vier die Initialen des Hauptsponsors JPS für John Player Special und eine fortlaufende Nummerierung erhielten. Das letzte Fahrgestell, der ML 23, sowie die Wagen JPS 20 bis JPS 22, die in der Formel-1-Saison 1979 abermals zum Renneinsatz gelangten, erhielten in jenem Jahr die Bezeichnung ML für Martini Lotus, was dem neuen Sponsor geschuldet war.

#### JPS 19
Die erste Fahrt des JPS 19 unternahm am 14. Dezember 1977 Mario Andretti. Anschließend testete Ronnie Peterson den Wagen. Beide Fahrer klagten über Getriebeprobleme. Außerdem bemängelte Peterson, bedingt durch seine Körpergröße, unzureichende Kniefreiheit. Nach weiteren Testfahrten im Juli und August 1978 diente der Rennwagen während des Grand Prix der Niederlande als Ersatzfahrzeug. Im Rennen zum Großen Preis der USA (Ost) in Watkins Glen fuhr Jean-Pierre Jarier mit dem JPS 19 die schnellste Rennrunde, bevor er mit Kraftstoffmangel ausfiel. Aufgrund der zurückgelegten Distanz wurde er noch als Fünfzehnter gewertet. Bei den Trainingssitzungen zum Abschlussrennen in Kanada griff Andretti auf dieses Chassis zurück, sah aber von einem Start mit dem Wagen ab. Nach der Saison wurde der JPS 19 am 11. November 1978 auf dem Snetterton Motor Racing Circuit von Carlos Reutemann getestet, dem neuen Teamkollegen Andrettis für 1979. Danach wurde das Chassis an das Privatteam von Héctor Rebaque verkauft, der es während der Saison 1979 fuhr. Insgesamt wurde das Chassis für zwölf Renneinsätze in Anspruch genommen; allein elf Mal von Rebaque. Die Ergebnisse waren folgende:
| Fahrer       | Formel–1–Saison 1978 | Formel–1–Saison 1978 | Formel–1–Saison 1978 | Formel–1–Saison 1978 | Formel–1–Saison 1978 | Formel–1–Saison 1978 | Formel–1–Saison 1978 | Formel–1–Saison 1978 | Formel–1–Saison 1978 | Formel–1–Saison 1978 | Formel–1–Saison 1978 | Formel–1–Saison 1978 | Formel–1–Saison 1978 | Formel–1–Saison 1978 | Formel–1–Saison 1978 | Formel–1–Saison 1978 | Formel–1–Saison 1979 | Formel–1–Saison 1979 | Formel–1–Saison 1979 | Formel–1–Saison 1979 | Formel–1–Saison 1979 | Formel–1–Saison 1979 | Formel–1–Saison 1979 | Formel–1–Saison 1979 | Formel–1–Saison 1979 | Formel–1–Saison 1979 | Formel–1–Saison 1979 | Formel–1–Saison 1979 | Formel–1–Saison 1979 | Formel–1–Saison 1979 | Formel–1–Saison 1979 |
| ------------ | -------------------- | -------------------- | -------------------- | -------------------- | -------------------- | -------------------- | -------------------- | -------------------- | -------------------- | -------------------- | -------------------- | -------------------- | -------------------- | -------------------- | -------------------- | -------------------- | -------------------- | -------------------- | -------------------- | -------------------- | -------------------- | -------------------- | -------------------- | -------------------- | -------------------- | -------------------- | -------------------- | -------------------- | -------------------- | -------------------- | -------------------- |
| Fahrer       |                      |                      |                      |                      |                      |                      |                      |                      |                      |                      |                      |                      |                      |                      |                      |                      |                      |                      |                      |                      |                      |                      |                      |                      |                      |                      |                      |                      |                      |                      |                      |
| J.-P. Jarier |                      |                      |                      |                      |                      |                      |                      |                      |                      |                      |                      |                      |                      |                      | 15                   |                      |                      |                      |                      |                      |                      |                      |                      |                      |                      |                      |                      |                      |                      |                      |                      |
| H. Rebaque   |                      |                      |                      |                      |                      |                      |                      |                      |                      |                      |                      |                      |                      |                      |                      |                      | DNF                  | DNQ                  | DNF                  | DNF                  | DNF                  | DNF                  |                      | 12                   | 9                    | DNF                  | DNQ                  | 7                    |                      |                      |                      |

#### JPS 20 / ML 20

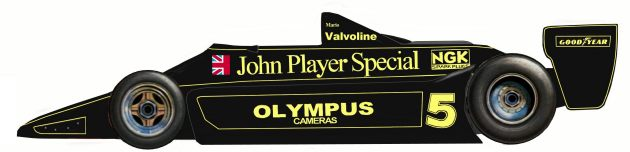
Grafische Darstellung des Lotus 79 in der Formel-1-Saison 1978

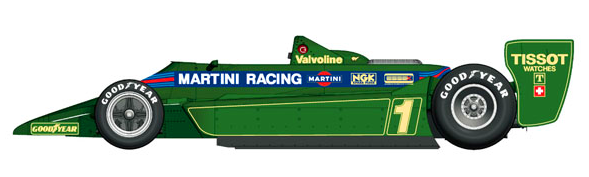
Grafische Darstellung des Lotus 79 in der Formel-1-Saison 1979

Der JPS 20, das in der Folge am längsten eingesetzte aller gebauten Chassis, debütierte anlässlich der International Trophy Mitte März 1978 im britischen Silverstone. Andretti startete von Position drei, schied aber im Verlauf des Rennens durch einen Unfall aus. Dabei wurde der Wagen erheblich beschädigt. Nach seiner Reparatur wurde er Mitte April im spanischen Jarama ausgiebigen Tests unterzogen. Sowohl Andretti als auch Peterson klagten hierbei über Probleme mit dem Getriebe. Ungeachtet dessen wurde JPS 20 für den anstehenden Grand-Prix von Monaco hergerichtet, dort aber aus genanntem Grund von Andretti nur im Donnerstagstraining benutzt. Während beide Piloten im Rennen je einen Lotus 78 fuhren, wurde das Chassis verladen und auf den Scandinavian Raceway verbracht, wo Peterson es im Rahmen neuerlicher Tests fuhr und den bestehenden Rundenrekord um zwei Sekunden unterbot. Beim Großen Preis von Belgien sollte das Fahrzeug von Peterson gesteuert werden. Es wurde jedoch aufgrund seines Nummer-eins-Status im Team Andretti zugesprochen, der damit zum Sieg fuhr. Bei dem anschließenden Grand Prix von Spanien steuerte Peterson den JPS 20 erstmals im Renneinsatz und erreichte hinter Andretti den zweiten Platz.
Zum Großen Preis von Schweden wurde Peterson mit diesem Wagen Dritter und beim Anschlussrennen auf dem französischen Kurs von Paul Ricard in Frankreich erreichte er den zweiten Rang. Für den Großen Preis von Großbritannien erhielt JPS 20 neu gestaltete Seitenkästen, einen abgeänderten Frontflügel sowie einen verbesserten Ölkühler. Mit diesen Modifikationen fuhr Peterson Pole-Position, fiel aber im Rennen nach sechs Runden mit defekter Kraftstoffpumpe aus. Im Vorfeld zum Grand Prix von Deutschland erhielt das Chassis strömungsgünstigere Querlenker. Peterson konnte hiervon im Rennen allerdings nicht profitieren, da er mit Getriebeschaden ausfiel. Lotus nutzte den Defekt dahingehend aus, am Fahrzeug überfällige Wartungsarbeiten zu veranlassen. JPS 20 erhielt neben einem frischen Getriebe auch einen neuen Motor, verbesserte Bremsen und ein abgeändertes Kühlsystem. Damit fuhr Peterson im Rennen zum Grand Prix von Österreich zu seinem einzigen Sieg auf einem Lotus 79. In Zandvoort, Austragungsort des Großen Preises der Niederlande, erreichte er mit dem Wagen den zweiten Platz.
JPS 20 war auch Petersons Chassis für den anstehenden Grand Prix von Italien. Am Freitag Nachmittag erlitt das Fahrzeug jedoch einen Motorschaden, was Peterson zwang, vorerst in den Ersatzwagen Typ Lotus 78 zu wechseln, obgleich mit JPS 19 ein gleichwertiger Ersatzwagen zur Verfügung gestanden hätte. Doch dieser Wagen war für Andretti reserviert. Ein am Sonnabend auftretendes Kupplungsleck am JPS 20 konnte rasch behoben werden. Am Sonntagmorgen erhielt das Fahrzeug noch einmal neue Bremsbeläge. Die Mechaniker vergaßen jedoch den Einbau der entsprechenden Sicherheitsbolzen. Infolge dieser Nachlässigkeit kam Peterson im Warm-up mit Bremsversagen in der zweiten Schikane nach Start und Ziel mit hoher Geschwindigkeit von der Strecke ab und beschädigte das Fahrzeug schwer. So musste er im Rennen auf den Lotus 78 zurückgreifen. Nach Petersons schwerem Startunfall und seinem Tod am 11. September 1978 kam JPS 20 für den Rest der Saison nicht mehr zum Einsatz.
Für die Formel-1-Saison 1979 erhielt JPS 20, jetzt ML 20, aerodynamisch verbesserte Teile und wurde technisch generalüberholt. Das Eröffnungsrennen in Argentinien dominierten zunächst die beiden Ligier-Fahrer Jacques Laffite und Patrick Depailler. Reutemann, der im Training zwar über starke Brems- und Handlingprobleme am Lotus geklagt hatte, fuhr ein fehlerfreies Rennen und wurde Zweiter. Für den Großen Preis von Brasilien wurde ML 20, mittlerweile das dienstälteste Fahrzeug des Lotus 79, einer Überprüfung unterzogen. Dabei wurden erhöhte Verschleißerscheinungen am Chassis festgestellt, welche die Tauglichkeit für weitere Renneinsätze fraglich erscheinen ließen. Reutemann fuhr das Fahrzeug dennoch und wurde Dritter. Im Rennen in Südafrika gelang ihm der fünfte Platz. Zum Grand Prix der USA in Long Beach fuhr Reutemann im Freitagstraining die schnellste Zeit, bevor ihn am Rennsonntag eine gebrochene Antriebswelle eine gute Platzierung kostete. In Jarama, Austragungsort des Großen Preises von Spanien, hatte Reutemann mit technischen Problemen zu kämpfen, wurde aber im Rennen abermals Zweiter, womit er in der Fahrerwertung, mit zwei Punkten Rückstand auf die punktgleichen Fahrer Depailler und Villeneuve, weiterhin gute Aussichten auf den Fahrertitel besaß. Nach Rang vier beim Großen Preis von Belgien in Zolder, fuhr Reutemann ML 20 auch im Rennen in Monaco. Dort verlor er im Training ausgangs der Hafenschikane die Kontrolle über das Fahrzeug und schlug hart in die Leitplanken ein, worauf der Wagen zum Rennen nicht schnell genug repariert werden konnte. Letztmals wurde ML 20 durch Andretti in einer Trainingssitzung zum Grand Prix von Österreich genutzt. Weitere Einsätze folgten nicht mehr.
| Fahrer       | Formel–1–Saison 1978 | Formel–1–Saison 1978 | Formel–1–Saison 1978 | Formel–1–Saison 1978 | Formel–1–Saison 1978 | Formel–1–Saison 1978 | Formel–1–Saison 1978 | Formel–1–Saison 1978 | Formel–1–Saison 1978 | Formel–1–Saison 1978 | Formel–1–Saison 1978 | Formel–1–Saison 1978 | Formel–1–Saison 1978 | Formel–1–Saison 1978 | Formel–1–Saison 1978 | Formel–1–Saison 1978 | Formel–1–Saison 1979 | Formel–1–Saison 1979 | Formel–1–Saison 1979 | Formel–1–Saison 1979 | Formel–1–Saison 1979 | Formel–1–Saison 1979 | Formel–1–Saison 1979 | Formel–1–Saison 1979 | Formel–1–Saison 1979 | Formel–1–Saison 1979 | Formel–1–Saison 1979 | Formel–1–Saison 1979 | Formel–1–Saison 1979 | Formel–1–Saison 1979 | Formel–1–Saison 1979 |
| ------------ | -------------------- | -------------------- | -------------------- | -------------------- | -------------------- | -------------------- | -------------------- | -------------------- | -------------------- | -------------------- | -------------------- | -------------------- | -------------------- | -------------------- | -------------------- | -------------------- | -------------------- | -------------------- | -------------------- | -------------------- | -------------------- | -------------------- | -------------------- | -------------------- | -------------------- | -------------------- | -------------------- | -------------------- | -------------------- | -------------------- | -------------------- |
| Fahrer       |                      |                      |                      |                      |                      |                      |                      |                      |                      |                      |                      |                      |                      |                      |                      |                      |                      |                      |                      |                      |                      |                      |                      |                      |                      |                      |                      |                      |                      |                      |                      |
| M. Andretti  |                      |                      |                      |                      |                      | 1                    |                      |                      |                      |                      |                      |                      |                      |                      |                      |                      |                      |                      |                      |                      |                      |                      |                      |                      |                      |                      |                      |                      |                      |                      |                      |
| R. Peterson  |                      |                      |                      |                      |                      |                      | 2                    | 3                    | 2                    | DNF                  | DNF                  | 1                    | 2                    |                      |                      |                      |                      |                      |                      |                      |                      |                      |                      |                      |                      |                      |                      |                      |                      |                      |                      |
| C. Reutemann |                      |                      |                      |                      |                      |                      |                      |                      |                      |                      |                      |                      |                      |                      |                      |                      | 2                    | 3                    | (5)                  | DNF                  | 2                    | (4)                  |                      |                      |                      |                      |                      |                      |                      |                      |                      |

#### JPS 21 / ML 21
Der JPS 21 drehte im Mai 1978 auf dem französischen Paul Ricard Circuit seine ersten Testrunden. Nachdem Andretti dem Chassis hierbei gute Fahreigenschaften bescheinigt hatte und auch sonst keine größeren Probleme zu Tage getreten waren, wurde der Wagen unverzüglich für das Anfang Juni 1978 anstehende Rennen, den Großen Preis von Spanien, hergerichtet. Dort fuhr Andretti mit dem JPS 21 auf Pole-Position, die schnellste Rennrunde und zu einem überlegenen Start-Ziel-Sieg. Für das darauffolgende Rennen in Schweden erhielt der JPS 21 ein verbessertes Kraftstoffsystem sowie Upgrades geringeren Umfanges. Im Rennen selbst fiel Andretti, von der Pole-Position startend, mit Motorschaden aus. Beim Grand-Prix von Frankreich fuhr Andretti mit diesem Wagen, der ein verbessertes Ölsystem erhalten hatte, zum Sieg. Für den Weltmeisterschaftslauf in Großbritannien erhielt der JPS 21 ein Dämpfungssystem von Koni. Profitieren konnte Andretti hiervon im Rennen allerdings nicht, denn er fiel mit neuerlichem Motorschaden aus. Mit neuem Motor fuhr Andretti beim anschließenden Rennen in Deutschland auf dem Hockenheimring auf Pole-Position und zu seinem fünften Saisonsieg. Im Rennen zum Grand-Prix von Österreich kollidierte er mit dem Ferrari von Reutemann, wodurch der JPS 21 so hart in die Leitplanken einschlug, dass sich die folgenden Reparaturen am Chassis mehrere Wochen hinzogen. Erst zum Großen Preis der USA war das Fahrzeug wieder einsatzbereit, wo es Jarrier im Training als Einsatzfahrzeug diente. Als Andretti jedoch während einer solchen Sitzung seinen Wagen, den JPS 22, beschädigte, musste er auf den JPS 21 zurückgreifen, während Jarrier auf den JPS 19 wechselte. Im Rennen fiel Andretti mit Motorschaden aus. Gleichen Defekt ereilte Jarrier im Abschlussrennen der Saison in Kanada, bei dem er von der Pole-Position aus gestartet war.
Für die Formel-1-Saison 1979 wurde der JPS 21, nunmehrige Bezeichnung ML 21, umfassend überholt und mit technischen Neuerungen versehen. So erhielt das Fahrzeug einen Edelstahlauspuff, eine Zündanlage von Magneti Marelli, modifizierte Seitenkästen, ein neues Kühlsystem sowie Teile der Bremsanlage des in der Entwicklung befindlichen Lotus 80. Mit den Modifikationen war der ML 21 bei Testfahrten gut zwei Sekunden schneller als im Vorjahr, aber immer noch etwa 1,5 Sekunden langsamer als Jacques Laffites (Ligier) Pole-Position-Zeit beim Großen Preis von Argentinien. Dieses Rennen beendete Andretti auf Rang fünf. Im Anschlussrennen, dem Grand Prix von Brasilien, musste Andretti auf Platz vier liegend das Fahrzeug mit defekter Kraftstoffpumpe in Runde zwei abstellen. Der letzte Renneinsatz des Chassis erfolgte anlässlich des Race of Champions am 15. April 1979 in Brands Hatch, wo Andretti mit diesem Wagen hinter Villeneuve (Ferrari) und Piquet (Brabham) Dritter wurde. Danach war das Fahrzeug für den Rest der Saison nur noch Test- und Ersatzwagen.
| Fahrer       | Formel–1–Saison 1978 | Formel–1–Saison 1978 | Formel–1–Saison 1978 | Formel–1–Saison 1978 | Formel–1–Saison 1978 | Formel–1–Saison 1978 | Formel–1–Saison 1978 | Formel–1–Saison 1978 | Formel–1–Saison 1978 | Formel–1–Saison 1978 | Formel–1–Saison 1978 | Formel–1–Saison 1978 | Formel–1–Saison 1978 | Formel–1–Saison 1978 | Formel–1–Saison 1978 | Formel–1–Saison 1978 | Formel–1–Saison 1979 | Formel–1–Saison 1979 | Formel–1–Saison 1979 | Formel–1–Saison 1979 | Formel–1–Saison 1979 | Formel–1–Saison 1979 | Formel–1–Saison 1979 | Formel–1–Saison 1979 | Formel–1–Saison 1979 | Formel–1–Saison 1979 | Formel–1–Saison 1979 | Formel–1–Saison 1979 | Formel–1–Saison 1979 | Formel–1–Saison 1979 | Formel–1–Saison 1979 |
| ------------ | -------------------- | -------------------- | -------------------- | -------------------- | -------------------- | -------------------- | -------------------- | -------------------- | -------------------- | -------------------- | -------------------- | -------------------- | -------------------- | -------------------- | -------------------- | -------------------- | -------------------- | -------------------- | -------------------- | -------------------- | -------------------- | -------------------- | -------------------- | -------------------- | -------------------- | -------------------- | -------------------- | -------------------- | -------------------- | -------------------- | -------------------- |
| Fahrer       |                      |                      |                      |                      |                      |                      |                      |                      |                      |                      |                      |                      |                      |                      |                      |                      |                      |                      |                      |                      |                      |                      |                      |                      |                      |                      |                      |                      |                      |                      |                      |
| M. Andretti  |                      |                      |                      |                      |                      |                      | 1                    | DNF                  | 1                    | DNF                  | 1                    | DNF                  |                      |                      | DNF                  |                      | 5                    | DNF                  |                      |                      |                      |                      |                      |                      |                      |                      |                      |                      |                      |                      |                      |
| J.-P. Jarier |                      |                      |                      |                      |                      |                      |                      |                      |                      |                      |                      |                      |                      |                      |                      | DNF                  |                      |                      |                      |                      |                      |                      |                      |                      |                      |                      |                      |                      |                      |                      |                      |

#### JPS 22 / ML 22

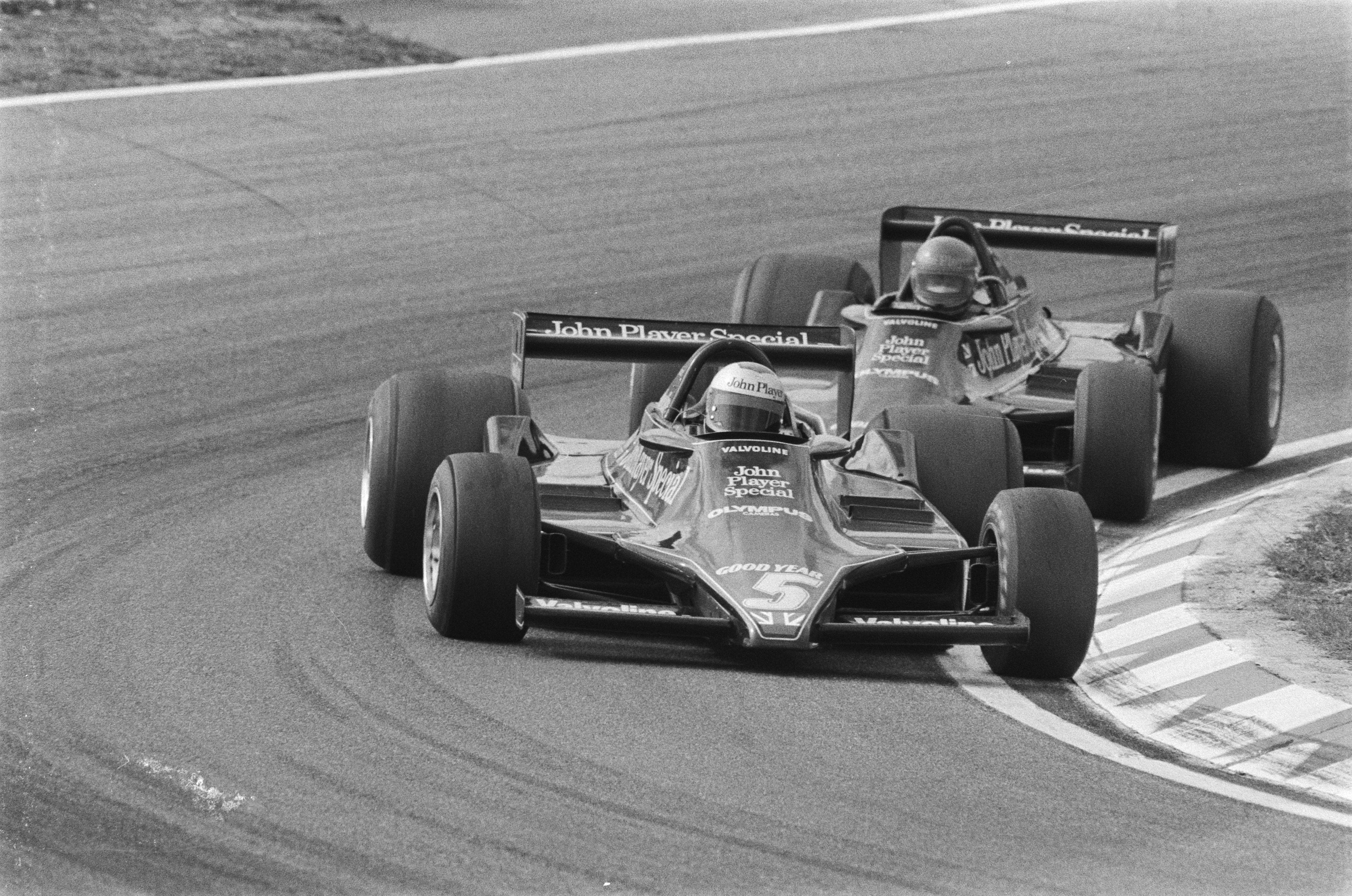
Andretti auf JPS 22 vor Peterson beim Grand-Prix der Niederlande 1978

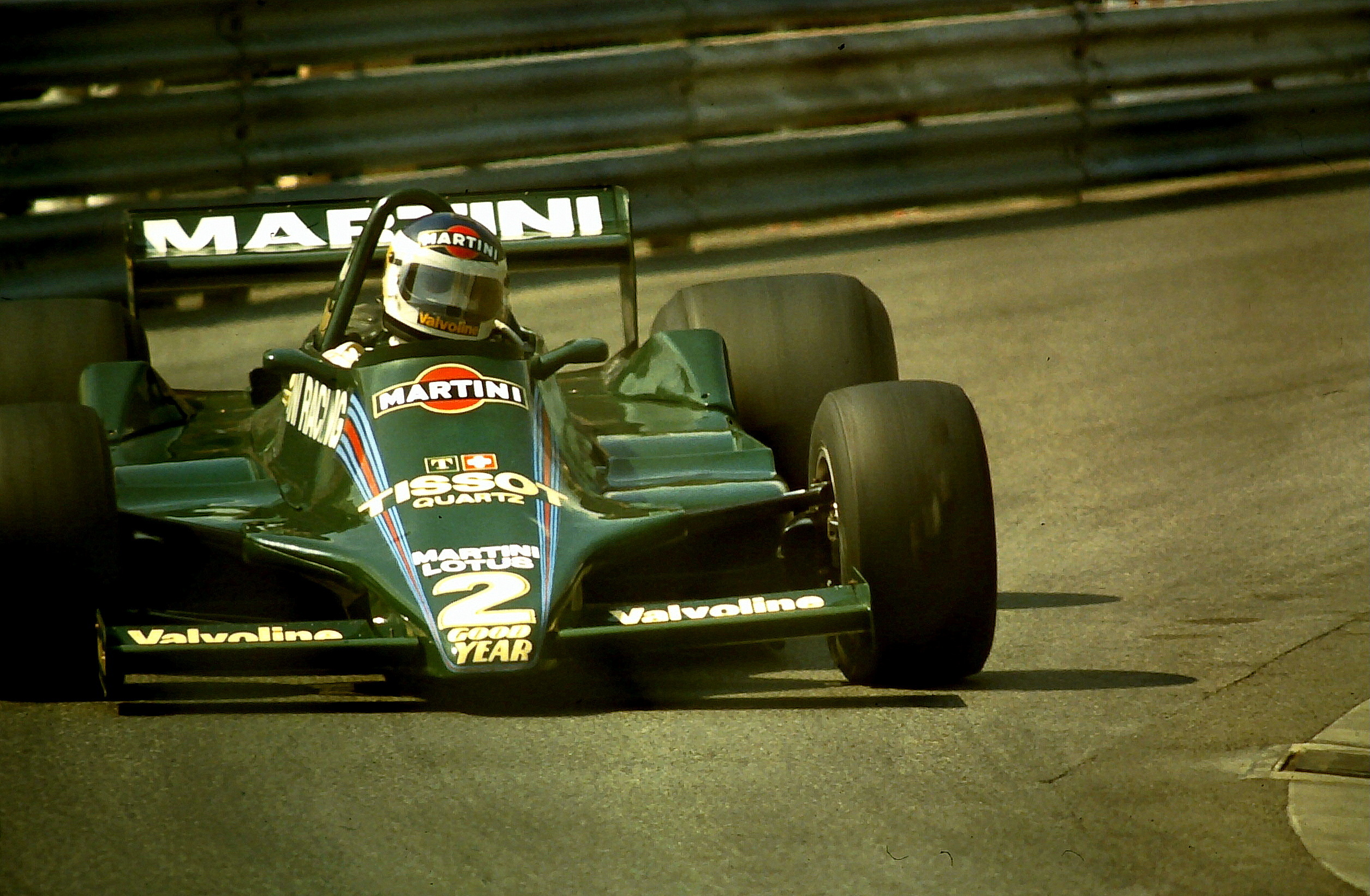
Carlos Reutemann mit ML 22 beim Grand-Prix von Monaco 1979

Das vierte Chassis des Lotus 79 erhielt die Bezeichnung JPS 22 und debütierte zum Großen Preis der Niederlande 1978 in Zandvoort, wo Andretti trotz nachlassender Bremsen vor seinem Teamkollegen Peterson gewann. Wesentlichste Änderung des Chassis war die Verwendung einer Plastikummantelung für die vorderen Querlenker. Nach dem ersten Renneinsatz erhielt der JPS 22 einige wenige Nachrüstungen, die in erster Linie der Verbesserung der Bremsanlage dienten. Im Einzelnen waren es dickere Bremsbeläge, neue Bremskanäle sowie ein neuer Unterboden, dessen Konstruktion eine verbesserte Kühlluftanströmung der hinteren Bremsscheiben bewirken sollte. Darüber hinaus wurde die Abgasanlage abgeändert.
So ausgerüstet startete JPS 22 zum ersten Renneinsatz beim Grand-Prix von Italien in Monza. Dort holte Andretti die Pole-Position, fuhr im Rennen die schnellste Runde und siegte vor Villeneuve auf Ferrari. Wegen eines Frühstartes belegte die Rennleitung jedoch beide Fahrer nachträglich mit einer Strafminute, wodurch Andretti auf Rang sechs zurückfiel. Aber auch dieser eine Punkt reichte ihm zum Gewinn der Fahrerweltmeisterschaft aus. Einziger Fahrer im Feld mit noch rechnerischer Titelchance war Peterson, der jedoch in einen schweren Startunfall verwickelt worden war, bei dem er sich multiple Beinverletzungen zugezogen hatte, an deren Folgen er einen Tag später starb.
Andretti fuhr JPS 22 auch bei den letzten beiden Rennveranstaltungen der Saison in den USA und in Kanada. In Watkins Glen beschädigte er den JPS 22 im Training allerdings so stark, dass er auf JP 21 wechseln musste. In Montreal blieb der Wagen eine Runde vor Schluss mit Kraftstoffmangel liegen. Andretti wurde aber noch als Zehnter und Letzter gewertet.
Auch in der Formel-1-Saison 1979 kam das Chassis zum Renneinsatz, allerdings unter der neuen Bezeichnung ML 22. In der ersten Saisonhälfte war es aber vornehmlich Ersatz- und Trainingsfahrzeug für Andretti und Reutemann. Erst beim Grand-Prix von Monaco fuhr Reutemann ML 22 auch im Rennen, wo er hinter Jody Scheckter (Ferrari) und Clay Regazzoni (Williams) Dritter wurde. Beim Großen Preis von Frankreich pilotierte Reutemann das Fahrzeug erneut, fiel aber bedingt durch eine Kollision mit Keke Rosberg wenige Runden vor Ende aus. Aufgrund der zurückgelegten Distanz wurde er noch als Dreizehnter gewertet. Beim Rennen in Großbritannien nutzte Andretti das Fahrzeug, fiel jedoch schon nach drei Runden mit einem Radlagerschaden aus. In den letzten sechs Rennen fuhr Reutemann den ML 22, wobei er fünfmal ausfiel. Lediglich in Monza erreichte er als Siebter das Ziel.
ML 22 befindet sich heute in Privatbesitz des ehemaligen amerikanischen Rennfahrers Duncan Dayton und kommt gelegentlich bei historischen Autorennen zum Einsatz.
| Fahrer       | Formel–1–Saison 1978 | Formel–1–Saison 1978 | Formel–1–Saison 1978 | Formel–1–Saison 1978 | Formel–1–Saison 1978 | Formel–1–Saison 1978 | Formel–1–Saison 1978 | Formel–1–Saison 1978 | Formel–1–Saison 1978 | Formel–1–Saison 1978 | Formel–1–Saison 1978 | Formel–1–Saison 1978 | Formel–1–Saison 1978 | Formel–1–Saison 1978 | Formel–1–Saison 1978 | Formel–1–Saison 1978 | Formel–1–Saison 1979 | Formel–1–Saison 1979 | Formel–1–Saison 1979 | Formel–1–Saison 1979 | Formel–1–Saison 1979 | Formel–1–Saison 1979 | Formel–1–Saison 1979 | Formel–1–Saison 1979 | Formel–1–Saison 1979 | Formel–1–Saison 1979 | Formel–1–Saison 1979 | Formel–1–Saison 1979 | Formel–1–Saison 1979 | Formel–1–Saison 1979 | Formel–1–Saison 1979 |
| ------------ | -------------------- | -------------------- | -------------------- | -------------------- | -------------------- | -------------------- | -------------------- | -------------------- | -------------------- | -------------------- | -------------------- | -------------------- | -------------------- | -------------------- | -------------------- | -------------------- | -------------------- | -------------------- | -------------------- | -------------------- | -------------------- | -------------------- | -------------------- | -------------------- | -------------------- | -------------------- | -------------------- | -------------------- | -------------------- | -------------------- | -------------------- |
| Fahrer       |                      |                      |                      |                      |                      |                      |                      |                      |                      |                      |                      |                      |                      |                      |                      |                      |                      |                      |                      |                      |                      |                      |                      |                      |                      |                      |                      |                      |                      |                      |                      |
| M. Andretti  |                      |                      |                      |                      |                      |                      |                      |                      |                      |                      |                      |                      | 1                    | 6                    |                      | 10                   |                      |                      |                      |                      |                      |                      |                      |                      | DNF                  |                      |                      |                      |                      |                      |                      |
| C. Reutemann |                      |                      |                      |                      |                      |                      |                      |                      |                      |                      |                      |                      |                      |                      |                      |                      |                      |                      |                      |                      |                      |                      | 3                    | 13                   |                      | DNF                  | DNF                  | DNF                  | 7                    | DNF                  | DNF                  |

#### ML 23
Das letzte Chassis der 79er Baureihe war der Martini-Lotus 23 (ML 23), der zum Grand Prix von Südafrika in Kyalami, dem dritten Weltmeisterschaftslauf der Formel-1-Saison 1979, gesteuert von Andretti mit einem vierten Platz sein Renndebüt gab. Der Wagen wies gegenüber den Vorgängerfahrzeugen erhebliche Änderungen auf, die zum Teil von dem noch in der Entwicklung befindlichen Lotus 80 entnommen worden waren. So hatte ML 23 beispielsweise leichtere Seitenschürzen und einen optimierten Kraftstofftank. Darüber hinaus war die Gewichtsverteilung ausgewogener. Auch der Überrollbügel fiel kleiner aus. Große Probleme bereitete dagegen die Bremsanlage, deren Teile ebenfalls vom Lotus 80 übernommen und mit Modifikationen an das 79er Modell angepasst worden waren.
Trotz dieser mechanischen Handicaps erreichte Andretti mit ML 23 im nächsten Rennen, dem Großen Preis der USA, einen weiteren vierten Platz. Zu diesem Zeitpunkt waren bereits alle Entwicklungen am 79er Modell zugunsten des Lotus 80 eingestellt worden. Rang drei erreichte Andretti dann bei der nicht zur Weltmeisterschaft zählenden Gunnar Nilsson Memorial Trophy, wo er sich Alan Jones (Williams) und James Hunt (Wolf-Racing) geschlagen geben musste. Das Qualifikationstraining zum Großen Preis von Belgien in Zolder fuhr Andretti zunächst mit dem Lotus 80, musste dann aber wegen eines technischen Problems das Rennen mit ML 23 bestreiten, wo er auf Platz acht liegend mit Bremsdefekt aufgeben musste. Zum Grand Prix von Frankreich auf der Rennstrecke von Dijon klagte Reutemann über so starkes Untersteuern, dass er auf einen Start mit diesem Chassis verzichtete. Im Anschlussrennen in Großbritannien wurde er mit zwei Runden Rückstand auf den Sieger Regazzoni (Williams) mit diesem Wagen Achter. Danach wurde ML 23 für die beiden Rennen in Deutschland und Österreich von Andretti gefahren, nachdem sich der neue Lotus 80 als Fehlentwicklung herausgestellt hatte. Die Rennen auf dem Hockenheimring und dem Österreichring hatten mit technischen Ausfällen geendet. Im Rahmen des Grand-Prix der Niederlande benutzte Andretti das Fahrzeug dann nur in einer Trainingssitzung, bevor er beim Rennen in Italien Platz fünf erreichte und damit zwei weitere Weltmeisterschaftspunkte erzielte. Im kanadischen Rennen ereilte Andretti frühzeitig ein Getriebeschaden, der dazu führte, dass er nur noch den 1. und den 4. Gang zur Verfügung hatte. Kurz vor Rennende fiel er auf Platz sechs liegend mit Treibstoffmangel aus, wurde aber noch als Zehnter und Letzter gewertet. Im Abschlussrennen, dem Großen Preis der USA (Ost), musste Andretti den Wagen mit neuerlichen Getriebeproblemen vorzeitig abstellen.
Da Reutemann nach einer für ihn enttäuschenden Saison 1980 zu Williams wechseln würde, veranstaltete Lotus Ende Oktober auf dem französischen Paul Ricard Circuit eine mehrtägig angesetzte Eignungsprüfung, um einen Ersatzfahrer zu finden. ML 23 diente hierbei als Testfahrzeug. Am 21. Oktober 1979 testete Elio de Angelis das Fahrzeug, der im Anschluss hieran von Problemen mit dem Getriebe und der Lenkung berichtete. Am 23. Oktober nahm Eddie Cheever das Cockpit ein, der jedoch durch seine Körpergröße Probleme hatte, im für ihn zu engen Fußraum die Pedalerie zu bedienen. Am 25. Oktober nahm Jan Lammers im Wagen Platz und am Nachmittag desselben Tages geriet Nigel Mansell mit dem ML 23 in das Kiesbett. Das zweite freie Cockpit bekam schließlich de Angelis. Zusammengefasst erreichte der ML 23 folgende Resultate:
| Fahrer       | Formel–1–Saison 1978 | Formel–1–Saison 1978 | Formel–1–Saison 1978 | Formel–1–Saison 1978 | Formel–1–Saison 1978 | Formel–1–Saison 1978 | Formel–1–Saison 1978 | Formel–1–Saison 1978 | Formel–1–Saison 1978 | Formel–1–Saison 1978 | Formel–1–Saison 1978 | Formel–1–Saison 1978 | Formel–1–Saison 1978 | Formel–1–Saison 1978 | Formel–1–Saison 1978 | Formel–1–Saison 1978 | Formel–1–Saison 1979 | Formel–1–Saison 1979 | Formel–1–Saison 1979 | Formel–1–Saison 1979 | Formel–1–Saison 1979 | Formel–1–Saison 1979 | Formel–1–Saison 1979 | Formel–1–Saison 1979 | Formel–1–Saison 1979 | Formel–1–Saison 1979 | Formel–1–Saison 1979 | Formel–1–Saison 1979 | Formel–1–Saison 1979 | Formel–1–Saison 1979 | Formel–1–Saison 1979 |
| ------------ | -------------------- | -------------------- | -------------------- | -------------------- | -------------------- | -------------------- | -------------------- | -------------------- | -------------------- | -------------------- | -------------------- | -------------------- | -------------------- | -------------------- | -------------------- | -------------------- | -------------------- | -------------------- | -------------------- | -------------------- | -------------------- | -------------------- | -------------------- | -------------------- | -------------------- | -------------------- | -------------------- | -------------------- | -------------------- | -------------------- | -------------------- |
| Fahrer       |                      |                      |                      |                      |                      |                      |                      |                      |                      |                      |                      |                      |                      |                      |                      |                      |                      |                      |                      |                      |                      |                      |                      |                      |                      |                      |                      |                      |                      |                      |                      |
| M. Andretti  |                      |                      |                      |                      |                      |                      |                      |                      |                      |                      |                      |                      |                      |                      |                      |                      |                      |                      | 4                    | 4                    |                      | DNF                  |                      |                      |                      | DNF                  | DNF                  |                      | 5                    | 10                   | DNF                  |
| C. Reutemann |                      |                      |                      |                      |                      |                      |                      |                      |                      |                      |                      |                      |                      |                      |                      |                      |                      |                      |                      |                      |                      |                      |                      |                      | 8                    |                      |                      |                      |                      |                      |                      |

### Gesamtresultate
Die fünf Fahrgestelle des Lotus 79 bestritten in den Formel-1-Jahren 1978 und 1979 insgesamt 58 Rennen, sechs davon siegreich. Zehnmal startete ein Lotus in dieser Zeit von der Pole-Position und in fünf Rennen wurde mit ihm die schnellste Rennrunde gefahren. Rückblickend galt der Lotus 79 in der 1978er Formel-1-Saison bei seinen Konkurrenten als das Maß aller Dinge. Er verhalf Lotus in diesem Jahr sowohl zur Fahrerweltmeisterschaft als auch zum Konstrukteurstitel.
Die Überlegenheit des Rennwagens ging jedoch in der Formel-1-Saison 1979 verloren, vor allem durch die neuen Fahrzeugtypen Ferrari 312T4, Williams FW07 und Ligier JS11, die das Prinzip des sogenannten „Wingcars“ erfolgreich weiterentwickelt hatten. Zum anderen beging Lotus den Fehler, seine technischen und finanziellen Ressourcen in die Entwicklung des Lotus 80 zu investieren, der sich nach nur wenigen Renneinsätzen als technisches Fiasko herausstellte. Hinzu stellten sich 1979 massive technische Probleme sowohl im Motor- als auch im Bremsbereich ein, was zu einer ungewöhnlich hohen Ausfallquote des Fahrerduos Andretti/Reutemann führte.
| Fahrer       | Formel–1–Saison 1978 | Formel–1–Saison 1978 | Formel–1–Saison 1978 | Formel–1–Saison 1978 | Formel–1–Saison 1978 | Formel–1–Saison 1978 | Formel–1–Saison 1978 | Formel–1–Saison 1978 | Formel–1–Saison 1978 | Formel–1–Saison 1978 | Formel–1–Saison 1978 | Formel–1–Saison 1978 | Formel–1–Saison 1978 | Formel–1–Saison 1978 | Formel–1–Saison 1978 | Formel–1–Saison 1978 | Formel–1–Saison 1979 | Formel–1–Saison 1979 | Formel–1–Saison 1979 | Formel–1–Saison 1979 | Formel–1–Saison 1979 | Formel–1–Saison 1979 | Formel–1–Saison 1979 | Formel–1–Saison 1979 | Formel–1–Saison 1979 | Formel–1–Saison 1979 | Formel–1–Saison 1979 | Formel–1–Saison 1979 | Formel–1–Saison 1979 | Formel–1–Saison 1979 | Formel–1–Saison 1979 |
| ------------ | -------------------- | -------------------- | -------------------- | -------------------- | -------------------- | -------------------- | -------------------- | -------------------- | -------------------- | -------------------- | -------------------- | -------------------- | -------------------- | -------------------- | -------------------- | -------------------- | -------------------- | -------------------- | -------------------- | -------------------- | -------------------- | -------------------- | -------------------- | -------------------- | -------------------- | -------------------- | -------------------- | -------------------- | -------------------- | -------------------- | -------------------- |
| Fahrer       |                      |                      |                      |                      |                      |                      |                      |                      |                      |                      |                      |                      |                      |                      |                      |                      |                      |                      |                      |                      |                      |                      |                      |                      |                      |                      |                      |                      |                      |                      |                      |
| M. Andretti  | 1                    | 4                    | 7                    | 2                    | 11                   | 1                    | 1                    | DNF                  | 1                    | DNF                  | 1                    | DNF                  | 1                    | 6                    | DNF                  | 10                   | 5                    | DNF                  | 4                    | 4                    | 3                    | DNF                  | DNF                  | DNF                  | DNF                  | DNF                  | DNF                  | DNF                  | 5                    | 10                   | DNF                  |
| M. Andretti  | Typ 78               | Typ 78               | Typ 78               | Typ 78               | Typ 78               | JPS 20               | JPS 21               | JPS 21               | JPS 21               | JPS 21               | JPS 21               | JPS 21               | JPS 22               | JPS 22               | JPS 21               | JPS 22               | ML 21                | ML 21                | ML 23                | ML 23                | Typ 80               | ML 23                | Typ 80               | Typ 80               | ML 22                | ML 23                | ML 23                | ML 20                | ML 23                | ML 23                | ML 23                |
| R. Peterson  | 5                    | DNF                  | 1                    | 4                    | DNF                  | 2                    | 2                    | 3                    | 2                    | DNF                  | DNF                  | 1                    | 2                    | DNF                  |                      |                      |                      |                      |                      |                      |                      |                      |                      |                      |                      |                      |                      |                      |                      |                      |                      |
| R. Peterson  | Typ 78               | Typ 78               | Typ 78               | Typ 78               | Typ 78               | Typ 78               | JPS 20               | JPS 20               | JPS 20               | JPS 20               | JPS 20               | JPS 20               | JPS 20               | Typ 78               |                      |                      |                      |                      |                      |                      |                      |                      |                      |                      |                      |                      |                      |                      |                      |                      |                      |
| J.-P. Jarier |                      |                      |                      |                      |                      |                      |                      |                      |                      |                      |                      |                      |                      |                      | 15                   | DNF                  |                      |                      |                      |                      |                      |                      |                      |                      |                      |                      |                      |                      |                      |                      |                      |
| J.-P. Jarier |                      |                      |                      |                      |                      |                      |                      |                      |                      |                      |                      |                      |                      |                      | JPS 19               | JPS 21               |                      |                      |                      |                      |                      |                      |                      |                      |                      |                      |                      |                      |                      |                      |                      |
| H. Rebaque   |                      |                      |                      |                      |                      |                      |                      |                      |                      |                      |                      |                      |                      |                      |                      |                      | DNF                  | DNQ                  | DNF                  | DNF                  | DNF                  | DNF                  |                      | 12                   | 9                    | DNF                  | DNQ                  | 7                    |                      |                      |                      |
| H. Rebaque   |                      |                      |                      |                      |                      |                      |                      |                      |                      |                      |                      |                      |                      |                      |                      |                      | ex JPS 19            | ex JPS 19            | ex JPS 19            | ex JPS 19            | ex JPS 19            | ex JPS 19            |                      | ex JPS 19            | ex JPS 19            | ex JPS 19            | ex JPS 19            | ex JPS 19            |                      |                      |                      |
| C. Reutemann |                      |                      |                      |                      |                      |                      |                      |                      |                      |                      |                      |                      |                      |                      |                      |                      | 2                    | 3                    | (5)                  | DNF                  | 2                    | (4)                  | 3                    | 13                   | 8                    | DNF                  | DNF                  | DNF                  | 7                    | DNF                  | DNF                  |
| C. Reutemann |                      |                      |                      |                      |                      |                      |                      |                      |                      |                      |                      |                      |                      |                      |                      |                      | ML 20                | ML 20                | ML 20                | ML 20                | ML 20                | ML 20                | ML 22                | ML 22                | ML 23                | ML 22                | ML 22                | ML 22                | ML 22                | ML 22                | ML 22                |

| Legende  | Legende            | Legende                                                          |
| Farbe    | Abkürzung          | Bedeutung                                                        |
| -------- | ------------------ | ---------------------------------------------------------------- |
| Gold     | –                  | Sieg                                                             |
| Silber   | –                  | 2. Platz                                                         |
| Bronze   | –                  | 3. Platz                                                         |
| Grün     | –                  | Platzierung in den Punkten                                       |
| Blau     | –                  | Klassifiziert außerhalb der Punkteränge                          |
| Violett  | DNF                | Rennen nicht beendet (did not finish)                            |
| Violett  | NC                 | nicht klassifiziert (not classified)                             |
| Rot      | DNQ                | nicht qualifiziert (did not qualify)                             |
| Rot      | DNPQ               | in Vorqualifikation gescheitert (did not pre-qualify)            |
| Schwarz  | DSQ                | disqualifiziert (disqualified)                                   |
| Weiß     | DNS                | nicht am Start (did not start)                                   |
| Weiß     | WD                 | zurückgezogen (withdrawn)                                        |
| Hellblau | PO                 | nur am Training teilgenommen (practiced only)                    |
| Hellblau | TD                 | Freitags-Testfahrer (test driver)                                |
| ohne     | DNP                | nicht am Training teilgenommen (did not practice)                |
| ohne     | INJ                | verletzt oder krank (injured)                                    |
| ohne     | EX                 | ausgeschlossen (excluded)                                        |
| ohne     | DNA                | nicht erschienen (did not arrive)                                |
| ohne     | C                  | Rennen abgesagt (cancelled)                                      |
| ohne     | keine WM-Teilnahme |                                                                  |
| sonstige | P/fett             | Pole-Position                                                    |
| sonstige | 1/2/3/4/5/6/7/8    | Punktplatzierung im Sprint-/Qualifikationsrennen                 |
| sonstige | SR/kursiv          | Schnellste Rennrunde                                             |
| sonstige | *                  | nicht im Ziel, aufgrund der zurückgelegten Distanz aber gewertet |
| sonstige | ()                 | Streichresultate                                                 |
| sonstige | unterstrichen      | Führender in der Gesamtwertung                                   |